# Элатон
Элатон (или Ба́тон, Βάτων) — персонаж древнегреческой мифологии.
Возничий Амфиарая, который вместе с ним исчез в расщелине от молнии Зевса Принадлежал к роду Меламподидов, ему воздвигнут храм в Аргосе. Родственник Амфиарая (конкретная степень родства неясна). Изображён на ларце Кипсела и на изображении колесницы Амфиарая в Дельфах. По другой версии, после смерти Амфиарая вывел колонию в Гарпию, город в Иллирии.
Элатону был посвящён храм в Аргосе и статуя в Дельфийском храме, воздвигнутая аргивянами.